# Cenurus

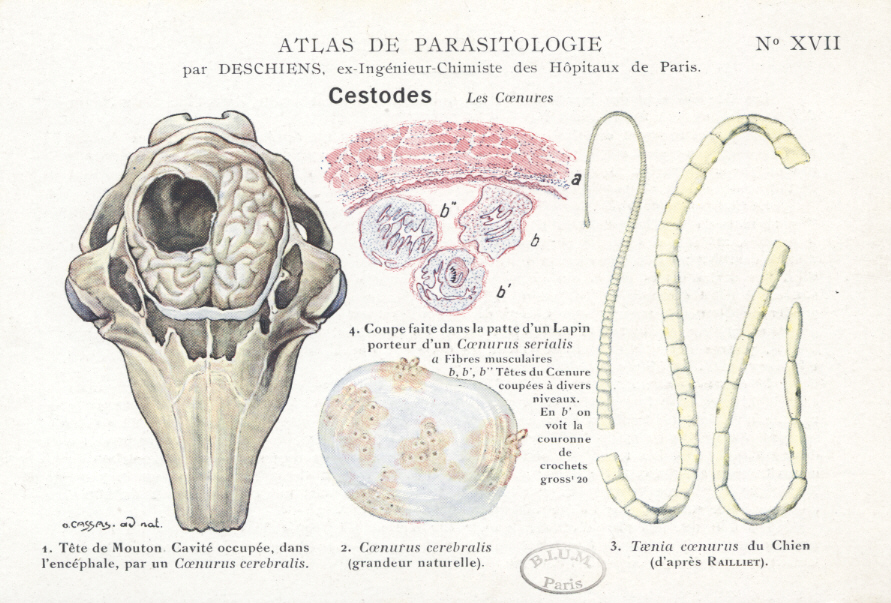

Cenurus, cenur, mózgowiec (coenurus) – jedna z form drugiego stadium larwalnego niektórych tasiemców z rzędu Cyclophyllidea, np. tasiemca kręćkowego (Taenia multiceps). Cenurus powstaje z onkosfery. Umiejscawia się w ośrodkowym układzie nerwowym żywiciela pośredniego. Ma postać pęcherzyka, wewnątrz którego w wyniku pączkowania wewnętrznego powstaje wiele główek tasiemca, które później wynicowują się.